# Маликия (Палестина)
Маликия (араб. المالكية‎) — арабская деревня на севере подмандатной Палестины, вблизи от границы с Ливаном и на расстоянии 12,5 км от Цфата. Основана до 1228 года, население по данным переписи 1931 года — 254 человека, в 1945 году — около 360 человек. Покинута населением в ходе Арабо-израильской войны 1947—1949 годов.

## Географическое расположение
Деревня располагалась в холмах Верхней Галилеи, на их северном склоне. После 1923 года, когда была завершена демаркация границы между Ливаном и подмандатной Палестиной, деревня находилась на территории Палестины менее чем в 0,5 км от границы. Расстояние до Цфата составляло 12,5 км; отходившая на восток от деревни дорога соединяла её с шоссе, ведущим в Цфат, другими деревни Галилеи и средиземноморским побережьем на западе.
Общая площадь принадлежавших Маликии земель составляла к середине 1940-х годов 7328 дунамов (733 га). Из этой площади 55 дунамов занимала застроенная территория и 4725 дунамов (64 %) — культивируемые земли.

## История
Согласно книге В. Халиди «Всё, что остаётся», Маликия, возможно, была построена на руинах византийской деревни Кафаргун. Местположение Кафаргуна, однако, не установлено достоверно, и возможно, что его руины находились ближе к Тивериадскому озеру, в месте, где позже стояла арабская деревня Умм-Джуния.
Маликия упоминается в трудах арабского географа Якута аль-Хамави (умер в 1228 году). Этот автор упоминает о хранящемся в деревне деревянном блюде, по местному поверью принадлежавшем пророку Мухаммеду.
В 1596 году Маликия, принадлежавшая в это время Османской империи, административно входила в нахию Тибнин (лива Сафад). Население деревни составляло 369 человек. Жители платили налоги с выращиваемых ячменя и пшеницы, а также с козьих стад и пасек. В конце XIX века путешественники описывали Маликию как посёлок с каменными и глинобитными домами, к западу от которого находилась долина. В деревне проживали от 200 до 300 человек, использовавших воды из соседнего вади на оливковых плантациях.
До 1923 года Маликия находилась на территории Ливана, но при окончательной демаркации границы подмандатной Палестины оказалась на её территории. В годы британского контроля Маликия представляла собой плотно застроенную деревню прямоугольной формы, юго-восточнее которой располагался полицейский форт. Жители занимались животноводством, выращивали зерновые культуры, маслины и фрукты; к 1942/1943 году площадь оливковых плантаций составляла 105 дунамов. Согласно переписи населения 1931 года, в Маликии проживали 254 человека, численность жителей к 1945 году оценивается в 360 человек.
После начала Арабо-израильской войны 1947—1949 годов деревня, выгодно расположенная со стратегической точки зрения несколько раз переходила из рук в руки. В мае 1948 года её поочерёдно занимали силы Арабской освободительной армии, «Пальмаха» и армии Ливана. Вторично еврейские силы овладели Маликией в конце мая, однако уже 7 июня в неё вернулись ливанские войска, удерживавшие её затем до конца октября. В это время она оказалась на северо-востоке территории, охваченной операцией Армии обороны Израиля «Хирам», и в очередной раз оказалась занята еврейскими войсками, в дальнейшем уже не уступавшими контроль над ней.
Боевые действия заставили население деревни её покинуть; неизвестно достоверно, успели ли жители вернуться туда в период с мая по октябрь 1948 года, однако после окончательного перехода под контроль Израиля это стало для них невозможным. Участок, на котором ранее располагалась деревня, был объявлен закрытой военной зоной. Позже к востоку от деревни, на её бывших землях, был основан кибуц Малкия.